# Liste der Verwandtschaftsbezeichnungen des Türkischen
Das Türkische verfügt über eine differenzierte Unterscheidung von Verwandtschaften. Dies gilt sowohl für die Blutsverwandtschaft als auch für die angeheiratete Verwandtschaft. Bei Onkeln und Tanten und Cousins und Cousinen wird zwischen der mütterlichen und  väterlichen Linie unterschieden. Bei der Schwägerschaft existieren neben der allgemeinen Bezeichnung kayın unterschiedliche Termini für die „Schwester der Ehefrau“, die „Schwester des Ehemanns“ und die „Ehefrau des Bruders“. Eine Besonderheit sind die Bezeichnungen bacanak und elti für Männer, die Schwestern bzw. Frauen, die Brüder geheiratet haben.
Im täglichen Leben werden Verwandtschaftsbezeichnungen häufig als Anreden eingesetzt. In den traditionellen türkischen Familien reden sich Frauen fast ausschließlich mit Verwandtschaftsbezeichnungen an. Es gilt als respektlos, Ältere mit Namen anzusprechen.

Verwandtschaftliche Beziehungen im Türkischen

## Hintergrund
Die Lineage (türk. sülale) besteht in der traditionellen, dörflichen Gemeinschaft aus drei bis zwanzig Haushalten. Die Heirat verbindet zwei Familien, festigt die sozialen Beziehungen und sichert die Nachkommenschaft. Besondere Bedeutung wird im Umgang der Geschlechter der Schamhaftigkeit und der Ehre  beigemessen. Für die Stellung des Mannes ist das Ansehen von zentraler Bedeutung. 

## A
Abi: älterer Bruder, heutige Ausspracheform von ağabey.

Abla: ältere Schwester, respektvolle Anrede auch für nichtverwandte Frauen.

Ağabey: älterer Bruder, respektvolle Anrede für Männer auch ohne verwandtschaftliche Beziehungen. Ağabey ist eine Zusammensetzung von Agha und der türkischen Anredeform Bey (Herr …), die ihrerseits vom Titel Bey abgeleitet ist. „Agha“ stammt aus dem Mongolischen und bezeichnet dort bereits den älteren Bruder.

Amca: Bruder des Vaters. Ehrenvolle Anrede für einen älteren Mann.

Amca kızı: Base, Tochter des Bruders des Vaters.

Amca oğlu: Vetter, Sohn des Bruders des Vaters. Die Heirat innerhalb der Verwandtschaft ist nach wie vor verbreitet. Das gilt insbesondere für die Heirat einer jungen Frau mit dem Sohn des Vaterbruders (amca oğlu)

Ana, Anna oder Anne: Mutter (Lallwort).

Anneanne: Großmutter mütterlicherseits.

Ata: Vater, Vorfahr. In vielen Turksprachen ist „Ata“ sowohl Ehrentitel als auch Anrede für den Vater.

Avrat: Pejorative Bezeichnung der Ehefrau

## B
Baba: Vater (Lallwort), auch religiöser Würdenträger bei den Bektaschi.

Babaanne: Großmutter väterlicherseits.

Bacanak: Verwandtschaftsverhältnis von Männern, die Schwestern geheiratet haben.

Bacı: Schwester, volkstümliche Anrede

Baldız: Schwester der Ehefrau. Einer der frühesten Nachweise ist das diwān lughāt at-turk von Mahmud al-Kāschgharī. Dort bezeichnet „baldız“ die Schwester der Ehefrau, die älter als man selbst ist.

Bibi: Schwester des Vaters, siehe Hala.

Birader: Bruder, vertraute Anrede unter Männern. Eine persische Entlehnung, die sich bei den persischen Verwandtschaftsbezeichnungen neben peder und damat erhalten hat

Büyükanne: Großmutter.

Büyükbaba: Großvater.

## D
Damat: Schwiegersohn, auch Beiname osmanischer Staatsmänner, die eine Tochter des Sultans geheiratet hatten wie zum Beispiel Damat İbrahim Pascha

Dayı: Bruder der Mutter.

Dayı kızı: Base, Tochter des Bruders der Mutter.

Dayı oğlu: Vetter, Sohn des Bruders der Mutter.

Dede: Großvater, geistlicher Führer bei den Aleviten.

Dünür: Anrede der Eltern des Bräutigams und der Braut untereinander. Die dünürcü ist die Brautschauerin.

## E
Ebeveyn: die Eltern; auch ana baba

Elti: Verwandtschaftsverhältnis von Frauen, die Brüder geheiratet haben.

Enişte: Ehemann der Schwester, oder Ehemann der Tante

Eş: Ehepartner

Emmi: Onkel, Bruder des Vaters.
Ebe: Hebamme oder Oma

## G
Gelin: Braut, Schwiegertochter. Das Wort für Braut oder Schwiegertochter leitet sich von gelmek (kommen) ab, da sie  traditionell in den Haushalt des Mannes kommt. Diese Periode (gelinlik) wurde und wird durch die Trennung von der Ursprungsfamilie und das geringe Ansehen der Braut als besonders schwierig für die junge Frau betrachtet. 

Görümce: Schwester des Ehemannes.

Güvey: Schwiegersohn.

## H
Hala: Schwester des Vaters.

Hala  kızı: Base, Tochter der Schwester des Vaters.

Hala  oğlu: Vetter, Sohn der Schwester des Vaters.

## İ
İçgüvey: Schwiegersohn, der im Haus der Schwiegereltern wohnt.

## K
Kardeş: Bruder oder Schwester. Anrede für den jüngeren Bruder oder für Knaben und junge Männer ohne verwandtschaftliche Beziehung.

Karı: Ehefrau.

Kayın/Kayınbirader (kurzum: Kayınço): Schwager, Bruder der Ehefrau oder des Ehemannes.

Kayınbaba/Kayınpeder: Schwiegervater.

Kaynana/Kayınvalide: Schwiegermutter.

Kaynata/Kayınpeder: Schwiegervater.

Kız: Tochter.

Kızkardeş: Schwester.

Koca: Ehemann.

Kuma: Nebenfrau, Zweitfrau

Kuzen: Cousin.

Kuzin: Cousine.

## N
Nine: Großmutter.

## O
Oğul: Sohn. Das Wort tritt häufig in der Suffixform -oğlu in türkischen Familiennamen auf.

## P
Peder: Vater, veraltete, aus dem Persischen stammende Bezeichnung.

## R
Refik: Gemahl, veraltete Bezeichnung, wörtlich „Begleiter“ (arab.).

Refika: Gemahlin, veraltete Bezeichnung.

## T
Teyze  kızı: Base, Tochter der Schwester der Mutter.

Teyze  oğlu: Vetter, Sohn der Schwester der Mutter.

Teyze: Schwester der Mutter. Anrede einer Frau im Alter der eigenen Mutter.

Torun: Enkel.

## Ü
Üvey Anne: Stiefmutter.

Üvey Baba: Stiefvater.

Üvey Kardeş: Stiefbruder oder -schwester.

## V
Valide: Mutter, veraltete respektvolle Bezeichnung. Valide Sultan war im Osmanischen Reich der Titel der Königinmutter des jeweils regierenden Sultans

## Y
Yeğen: Neffe, Nichte.

Yenge: Schwägerin (Frau des Bruders), angeheiratete Tante, Frau des Onkels